# 新天地 (EP)
《新天地》是著名香港搖滾樂隊Beyond發行第二张EP，《新天地》以主打五曲EP，《昔日舞曲》兩個混音版和重灌《東方寶藏》英文版《Long Way Without Friends》，《新天地》12吋單曲在1987年8月推出，《東方寶藏》除了向電台推薦為Beyond第一張專輯《亞拉伯跳舞女郎》的第一首主打歌以外，當時市場對12吋單曲有一定的需求，決定把《新天地》以12吋單曲推出。
1994年以CD單曲方式推出，曲目上放棄原有的《東方寶藏》和《昔日舞曲》的新混音版本，後來《東方寶藏》純音樂版以CD推出。

## 曲目
1. 新天地
2. 東方寶藏
3. 昔日舞曲(新混音版本)
4. 昔日舞曲(仿古混音版本)
5. Long Way Without Friends